# Chimiles
Els chimiles o Ette ennaka ('gent pròpia') són un dels pobles amerindis de Colòmbia.

## Localització
Viuen a Colòmbia, congregats al resguardo chimila, integrat per les àrees d'Issa Oristunna (Tierra de la Nueva Esperanza) i Ette Buteriya (Pensament Propi), a Sabanas de San Ángel, departamento del Magdalena; Naara Kajmanta (Mare Nostra), al corregiment de Gaira, Santa Marta, Magdalena; i Itti Takke (Nova Terra), municipi d'El Copey, departament de Cesar.

## Història
El territori Chimila comprenia fins al segle xviii entre el piemont de la Sierra Nevada de Santa Marta, l'illa de Mompox i la Ciénaga de Zapatosa, el marge dret del riu Magdalena, el riu Ariguaní i el riu Cesar, i són els seus veïns a la zona sud-oriental els Yukpa (carib); al nord i nord-occident els ijka, koguis i mocaná i al sud els pacabuye.
Durant el segle xviii el territori chimila va ser sotmès a la continuada invasió pels hisendats espanyols, que finalment van obligar els indígenes a acceptar reduir-se a poblats, a la fi d'aquest segle i en començar el segle xix. Aprofitant la guerra de la independència, els chimila van deixar els poblats i es van internar en les selves, especialment en la conca del riu Ariguaní. A partir de 1920 patrons italians es van apoderar de territori chimila i de treballadors indígenes, per explotar el bàlsam de Tolú, però encara en 1944 era possible trobar chimiles gaudint de la seva vida tradicional a zones selvàtiques que els servien de refugi.
Entre 1946 i 1960 els refugis Chimila foren atacatos pels hisendats que cremaven els assentaments i instal·laven als seus habitants com a mà d'obra de les hisendes, sota el sistema feudal del terraje. Cap a 1989 els chimila estaven atomitzats treballant en finques en la plana de l'Ariguaní entre Montaña Rubio i El Díficil. La seva lluita va aconseguir que l'Institut Colombià per a la Reforma Agrària extingís el domini de l'hisendat en un sector de la finca La Sirena per constituir el 19 de novembre de 1990, el resguard on avui viuen, al qual se li va agregar un terreny comprat per la mateixa entitat en la finca Alemania, el 2 d'abril de 1992, que los Chimila llaman Ette Butterita. A partir de 2005 l'Institut Colombià de Desenvolupament Rural ha adquirit gradualment altres finques per ampliar el resguard chimila i solucionar el problema de l'escassetat de terra.
Avui els chimila viuen fonamentalment de l'agricultura i el treball assalariat a les hisendes ramaderes. Els somnis semblen molt importants per a la seva cultura.

## Llengua
Llur idioma és l'ette taara ('llengua de la gent'), de la família lingüística txibtxa. Fou una sorpresa per als lingüistes trobar a Issa Oristunna que els chimila encara parleven llur idioma, ja que anteriorment temien fer-ho en públic a causa de la violència que els hisendats desencadenaven contra el que identificaven com a restes de l'indígena. Actualment la comunitat avança programes d'etnoeducació i els nens són educats també en la seva pròpia llengua.
El chimila és una llengua divergent del grup magdalènic de la família txibtxa, que constitueix un grup independent de les veïnes llengües arhuaques, també de la família txibtxa.